# Zivar bay Ahmadbayov
Zivar bay Ahmadbayov (en azerbaïdjanais, Zivər bəy Əhmədbəyov) fut le premier architecte de formation supérieure en Azerbaïdjan et architecte en chef de la ville de Bakou.

## Vie
Zivar bay Ahmadbayov est né à Şamaxı en 1873. En 1902, Zivar bay Ahmadbayov est diplômé de l'Université des ingénieurs civils de Saint-Pétersbourg. De la même année jusqu'en 1917, Zivar Bey travailla comme architecte du gouvernement de Bakou. Après la création de la République démocratique d’Azerbaïdjan, Ahmadbayov est devenu l’architecte en chef de la ville de Bakou et a occupé ce poste jusqu’en 1922.
Deux des plus grandes mosquées de Bakou, la mosquée Ajdarbey et la mosquée Taza Pir ont été construites selon les plans d'Ahmadbayov. En outre, Ahmadbayov était l’architecte de nombreuses maisons à Vladikavkaz et du bâtiment de l’Institut d’ophtalmologie de Bakou.
Zivar Bey a rapproché les traditions de l’architecture azerbaïdjanaise et celles de l’Est et de l’Europe. En 1917, il crée la société "Protection et parrainage des monuments de l'art islamique". En 1919 également, il fonde la société "Nouveau Chirvan".
Zivar Bey Ahmedbéyov est décédé en 1925 à Bakou.

## Mémoire
L'une des rues de la ville porte le nom de Zivar Bey Ahmedbeyov. Le 26 mai 2011, le parc et le monument de l'architecte à Bakou ont été ouverts.

### Constructions
| Construction                                                         | Années de construction | Localisation                |
| Mosquée Taza Pir                                                     | 1905-1914              | Bakou                       |
| Mosquée                                                              | 1906-1917              | Goytchay                    |
| Pont                                                                 | 1907                   | Rivière Kazir Tchay         |
| Oratoire Molocanina                                                  | 1907                   | Chamakhi                    |
| Mosquée «Imam»                                                       | 1910-1917              | Chamakhi                    |
| Bâtiment de l'assemblée générale                                     | 1910-1912              | Chamakhi                    |
| Maisons d'habitation pour fonctionnaires de l'administration fiscale | 1910-1912              | Chamakhi                    |
| École de « Saadat »                                                  | 1912-1913              | Bakou                       |
| Mosquée «Ittifaq»                                                    | 1912-1913              | Bakou                       |
| Mosquée                                                              | 1912-1914              | Abcheron, Ramani            |
| Pavillon d'hôpital                                                   |                        | Bakou                       |
| Mosquée Ajdarbey                                                     | 1912-1913              | Bakou, rue de Samad Vurghun |
| Hôpital pour les enfants                                             | 1914-1918              | Bakou                       |
| Maison d'habitation                                                  | 1914-1916              | Bakou                       |
| Mosquée de Moukhtarov                                                |                        | Bakou, Amirdjan             |
| Bâtiment de l'Institut d'ophtalmologie                               |                        | Bakou                       |